# Malcolm Wilson (homme politique)
Pour les articles homonymes, voir Wilson et Malcolm Wilson (homonymie).
Charles Malcolm Wilson, né le 26 février 1914 à New York et mort le 13 mars 2000 à New Rochelle, est un homme politique américain membre du Parti républicain, et gouverneur de l'État de New York de 1973 à 1974. Il est membre de l'assemblée de l'État entre 1939 et 1958. Il est élu lieutenant-gouverneur sous le mandat de Nelson Rockefeller auquel il succède.

## Hommage
Le pont Tappan Zee est nommé en son honneur en 1994.